# Rayville (Missouri)
Rayville és una població dels Estats Units a l'estat de Missouri. Segons el cens del 2000 tenia 204 habitants.

## Demografia
Segons el cens del 2000, Rayville tenia 204 habitants, 72 habitatges, i 55 famílies. La densitat de població era de 328,2 habitants per km².
Dels 72 habitatges en un 31,9% hi vivien nens de menys de 18 anys, en un 52,8% hi vivien parelles casades, en un 15,3% dones solteres, i en un 23,6% no eren unitats familiars. En el 15,3% dels habitatges hi vivien persones soles el 9,7% de les quals corresponia a persones de 65 anys o més que vivien soles. El nombre mitjà de persones vivint en cada habitatge era de 2,83 i el nombre mitjà de persones que vivien en cada família era de 3,15.
Per edats la població es repartia de la següent manera: un 23,5% tenia menys de 18 anys, un 14,2% entre 18 i 24, un 25,5% entre 25 i 44, un 23,5% de 45 a 60 i un 13,2% 65 anys o més.
L'edat mediana era de 37 anys. Per cada 100 dones de 18 o més anys hi havia 113,7 homes.
La renda mediana per habitatge era de 32.750 $ i la renda mediana per família de 35.000 $. Els homes tenien una renda mediana de 31.250 $ mentre que les dones 18.125 $. La renda per capita de la població era de 12.769 $. Entorn del 15,5% de les famílies i el 15,6% de la població estaven per davall del llindar de pobresa.

## Poblacions més properes
El següent diagrama mostra les poblacions més properes.